# Inyo senex
Inyo senex är en tvåvingeart som först beskrevs av Axel Leonard Melander 1950.  Inyo senex ingår i släktet Inyo och familjen svävflugor. Inga underarter finns listade i Catalogue of Life.